# Santa Maria di Lodivecchio
Santa Maria di Lodivecchio è un rione della città di Lodi Vecchio. Fu un antico comune del territorio lodigiano, soppresso nel 1837, data dell'annessione a Lodi Vecchio.

## Storia
Dopo la distruzione dell'antica Lodi ad opera dei milanesi nel 1158 e la sua ricostruzione a 6 km di distanza, sull'area dell'antica città si insediarono due importanti monasteri: quello di San Pietro (lungo l'antica strada per Milano), e quello di Santa Maria (nato intorno all'antica cattedrale, poi abbattuta nel 1879).
Intorno ai due monasteri si formarono due piccoli centri rurali, detti rispettivamente Lodivecchio e Santa Maria di Lodivecchio, fra loro indipendenti.
In età spagnola, quando il Contado di Lodi fu suddiviso nei Vescovati Superiore, di Mezzo, Inferiore di strada Cremonese e Inferiore di strada Piacentina, il comune apparteneva al Vescovato di mezzo, e comprendeva San Giovanni (San Zan). Il 9 maggio 1648 il conte Baldassarre Masserati acquistò il feudo di Lodivecchio, compreso il comune di Santa Maria.
Dopo la Pace di Rastatt, durante la dominazione austriaca, Santa Maria di Lodivecchio rimase aggregata alla stessa circoscrizione. La comunità, alla metà del XVIII secolo, contava circa 350 anime e, dal 1753 comprendeva San Marco, San Bassano, San Michele, Lavagna e Ca' de Racchi. Con la riorganizzazione teresiana della Lombardia austriaca, a Santa Maria vennero aggregati anche Malgorata (Malgarotta), Dorada, Dossena, Comasna e Taietta.
Con l'editto giuseppino del 26 settembre 1786, il contado di Lodi divenne provincia, e il comune di Santa Maria entrò a far parte della delegazione VIII. Con la legge del 7 maggio 1798, con cui venne riorganizzato il dipartimento dell'Adda, il comune venne assegnato al Distretto di Lodivecchio.
In età napoleonica (1809-16) Santa Maria fu frazione di Lodivecchio, recuperando un'effimera autonomia con la costituzione del Regno Lombardo-Veneto.
Fu aggregato definitivamente a Lodivecchio nel 1837.
Attualmente, a causa dell'espansione edilizia che ha interessato Lodi Vecchio (insignita del titolo di città nel 2006), i due antichi centri sono quasi indistinguibili all'interno del tessuto urbano.

## Galleria d'immagini

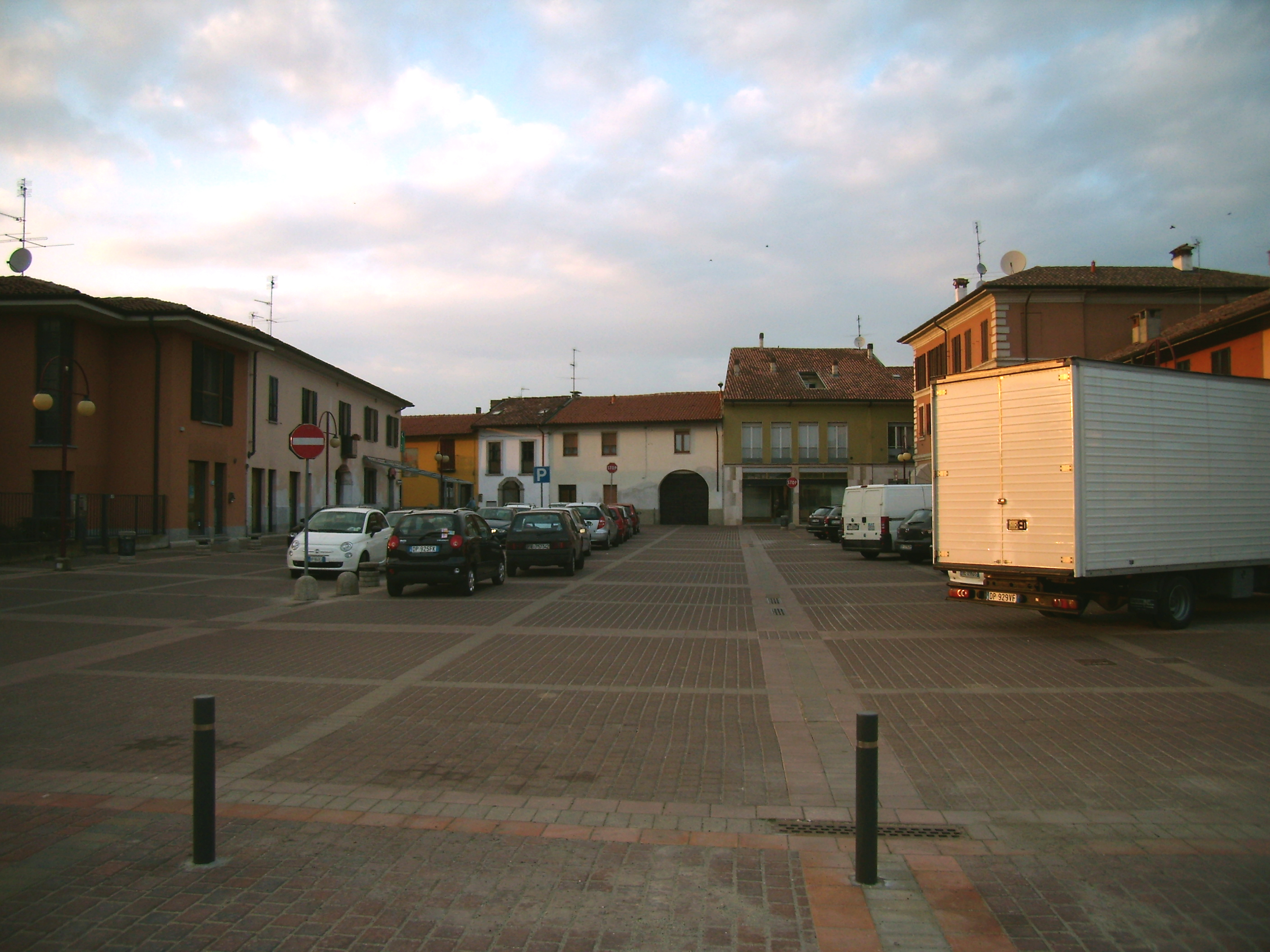
Piazza Santa Maria, antico forum romano
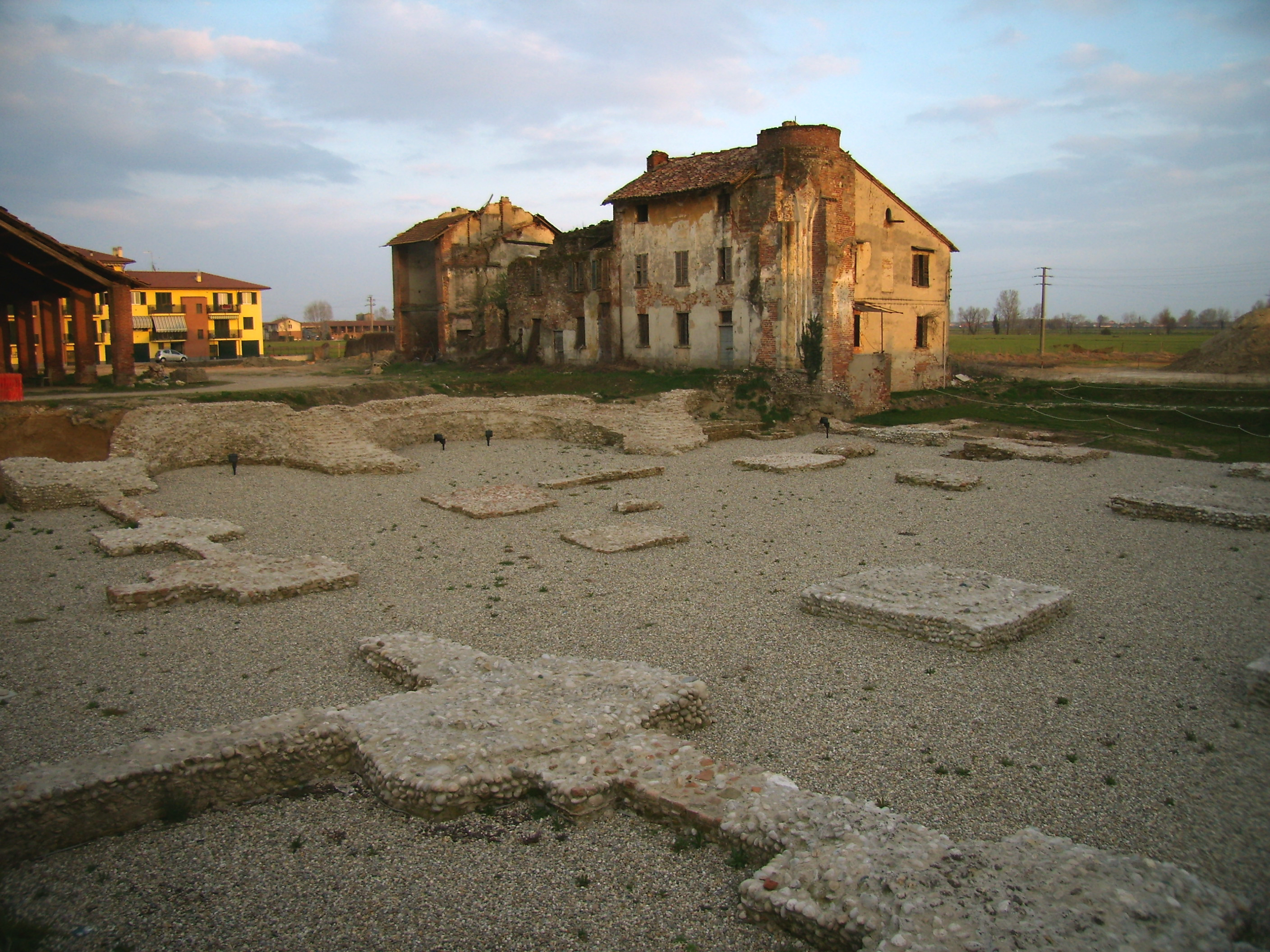
Resti della cattedrale di Santa Maria
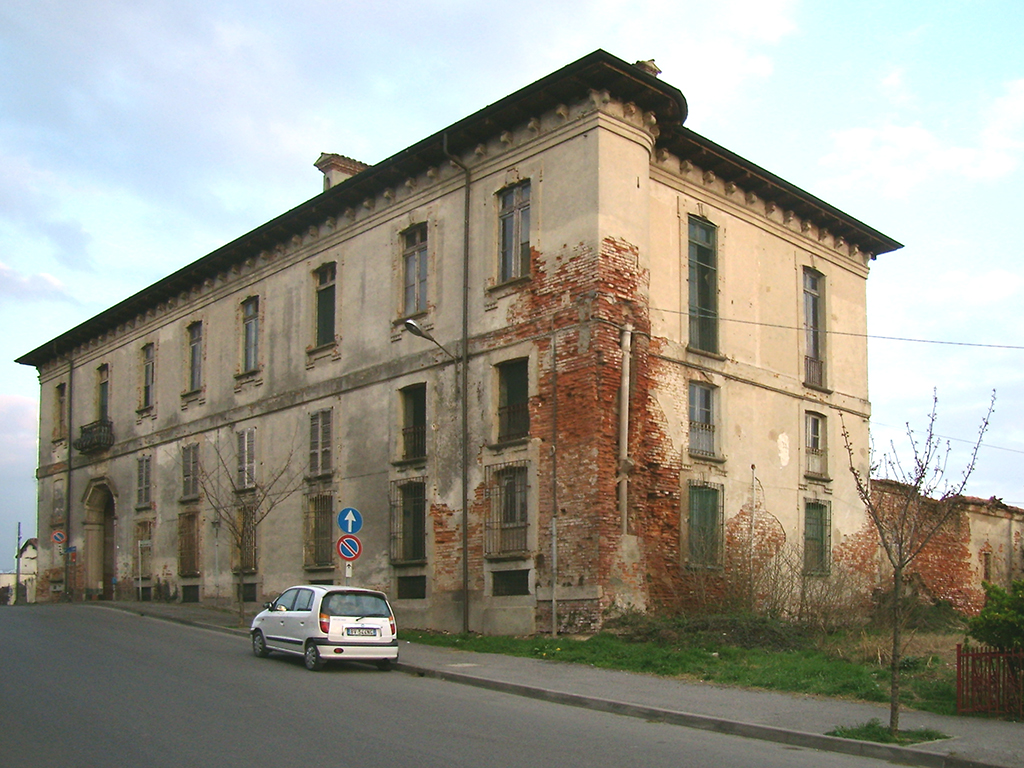
Palazzo Rho